# Dogbert
Dogbert es un personaje de la serie Dilbert, cuyo creador es Scott Adams. Semeja un perro de la raza de los Beagle, con cualidades antropomórficas.

## Caracterización
El carácter de Dogbert es un megalómano, uno de sus sueños es conquistar el mundo y esclavizar a todos los seres humanos, lo que ha logrado varias veces a través de métodos como la hipnosis y pasar por un extraterrestre o un profeta. Sin embargo, a menudo rápidamente renuncia a su puesto debido al aburrimiento, alguien frustra su oportunidad, su convicción de que la gente no se merece tenerlo como líder por la paz en curso que los resultados, o su deseo de ir a la siesta sobre una almohada suave. Tanto en la franja y programa de televisión terminó el gobernante de Elbonia, a pesar de que rápidamente renunció al título. También ha dirigido a la Presidencia de los Estados Unidos al menos en dos ocasiones como candidato de un tercer partido, al parecer pierde. (En un momento, una encuesta de voto virtual patrocinado por la cadena de comida rápida Jack in the Box lo presentó, los dos candidatos reales, así como la mascota de la cadena, Jack. Jack les vence a todos ellos, pero no cuenta).
A pesar de este desprecio por los seres humanos, el carácter de Dogbert se conoce para proteger y ayudar a Dilbert cuando es víctima de motivos siniestros. De hecho Dogbert no tiene ningún problema en gastarle bromas Dilbert o incluso hacerle malas pasadas a Dilbert, sin embargo Dogbert, como cualquier perro fiel, no va a tolerar que nadie más moleste a Dilbert. Dogbert a menudo rescata Dilbert de los demás. Por ejemplo, rescata a Dilbert de ser ejecutado por Catbert y ha rescatado a Dilbert de los trolls en la contabilidad de varias veces. A menudo se sienta en el regazo de Dilbert o pasea por el parque con Dilbert. Dogbert menudo da consejos Dilbert sobre cómo resolver sus problemas y por lo general demostrado tener por lo menos un cierto nivel de respeto por él. Adams escribe en Siete Años de la gente altamente defectuosa que "No hay una explicación de por qué Dogbert decide vivir con Dilbert, salvo que lo encuentra divertido. Mientras que vamos a ver algunos atisbos de afecto. Y si Dilbert tiene grandes problemas sabe que puede contar con Dogbert para que le rescate".
Dogbert ha hecho que muchas empresas en el mundo de los negocios, a menudo como consultor que las nuevas tendencias de la empresa en la cual trabaja Dilbert, que le gusta debido a las oportunidades para estafar e insultar a la gente (Dogbert se refiere a esto como la consulta). En estas posiciones, que normalmente se aprovecha de la tontería y la credulidad. Por ejemplo, cuando fue contratado como consultor para crear un logotipo para la empresa, Dogbert propuso usar un pedazo de papel con una mancha circular de su taza de café como el Anillo Brown de Calidad, y acusado a continuación, un gran honorarios de los consultores (El anillo puede haber soportado una cierta similitud astuto a la Lucent logo). También ha sido un empleado de soporte técnico, una supermodelo, un sustituto docente, un abogado, líder de una secta, un multimillonario, un locutor de radio, candidato a la Corte Suprema de Estados Unidos, el líder del FBI, y muchas otras ocupaciones. Él mueve la cola cuando alguien se enamora de uno de sus proyectos.

## Alter ego
- Sant Dogbert, el patrón de la tecnología - La forma religiosa de Dogbert. Dogbert crea esta forma para eliminar a los demonio de la estupidez, algunas veces lo utiliza para Anuncios en televisión, y de un grupo que incluye moda, "club para retrasados mentales" y "personas que presione un botón extra para hacer el trabajo" (Ctrl-Alt-F4-The, en lugar de Control-Alt-Delete o Ctrl-Alt-Supr, por ejemplo). Sant Dogbert viste un y lleva un cetro en su pata anterior izquierda. Su pata derecha sana la tecnología rota, y el cetro destierra a "los demonios de la estupidez".
- Nostridogbert o Nostrildogmas - una parodia de Nostradamus. Aquí, se trata de un psíquico, aunque malvado. Por ejemplo, creó una cadena de mensajes de correo electrónico que si no la pasabas te maldecía con, si se lee y se envía a los demás, se convertiría a tanto el lector como al remitente en un perro, pero si esa carta no se ha leído, la persona moriría (la mayoría de la gente elige no la lee). A finales de los noventa, Nostradogbert se convirtió brevemente en el fin de los tiempo, para que poder "asustar personas crédulas". Su lógica para decir que el mundo terminaría en el año 2000, que "es grande y corre". Su némesis es John Stossel.
- Inspector del sentido común - gira en torno a detener a personas que carecen del sentido común, tales como los mandos medios figura que programó una reunión de cuatro horas para averiguar por qué la empresa tiene problemas de retraso y de seguridad. El inspector que deliberadamente causa accidentes, el plan es que el número promedio de accidentes es que baja después de su inspección, lo que hace que se vea como un buen inspector.

## Trivia
- El creador Scott Adams creó varias tiras sobre los orígenes de Dogbert, incluyendo su rivalidad con otro perro llamado Bingo. Las tiras nunca fueron publicadas por Adams consideró que esto haría Dilbert demasiado de un dibujo, con demasiadas tiras.

- Antes de la tira el nombre de Dogbert era "Dildog". Adams envió un boceto de Dilbert y Dildog, pero se dio cuenta de que tenía que hacer "Dildog" más amable periódicamente así que lo cambiaron a Dogbert.

- En Siete años de muy defectuosos Adams dice que Dogbert era una combinación de Lucy, un Beagle propiedad de su familia cuando era un niño, y el lado oscuro de su propia personalidad, que él describe como la parte que "quiere la Hegemonía apoderarse del mundo y hacer que toda la gente este a su servicio".

- Dogbert parece haber abrazo el lado conservador la política, como se desprende durante su breve mandato como locutor de radio. De acuerdo conSiete Años, Adams fue acusado de burlarse de Rush Limbaugh cuando está corriendo, aunque él niega que era él. Durante su campaña presidencial 2008, Dogbert parecía abrazar el Partido Republicano de Estados Unidos puntos de vista políticos, incluyendo una línea dura con el terrorismo y el escepticismo hacia calentamiento global. Por supuesto, también es posible que Dogbert es simplemente tomar ventaja de los conservadores real para su beneficio propio o de diversión.

- Dogbert tiene varias similitudes con Dilbert (gafas que no ponen de manifiesto los ojos, la falta de boca visible). Sin embargo, la falta Dogbert de boca visible se revela no sólo una falta de detalle por parte del artista, sino algo que también es perceptible para la gente de la historieta (Dogbert mismo ha dicho que no tiene "la boca visible"). A diferencia de Dilbert, sin embargo, se continúa Dogbert que se elaborará sin boca en el cómic, incluso cuando este gritando.

- Dogbert odia la ópera, como se revela enAlways Postpone Meetings with Time Wasting Morons. Una vez, él tuvo éxito en conseguir lo prohibió.

- En el episodio de la serie animada de "Prueba", Dogbert era un pasajero en el Transbordador Espacial Columbia.

- En "La Entrega", una editorial hace la referencia que sea Dogbert la Garganta Profunda durante el escándalo Watergate, en colaboración con el "agente literario" de Dilbert va a con el fin de publicar su libro sobre su embarazo.

- Dogbert logra tomar el mundo por lo menos en una ocasión conocida. Más tarde se retira para ir a sentarse sobre una almohada suave, alegando que "no importa lo que haga, siempre se siente mejor cuando dejo de hacerlo".